# Hrishikesh Pendse
Pas d'image ? Cliquez ici

a Compétitions nationales et continentales officielles uniquement.

b Matchs officiels uniquement.
Dernière mise à jour le 2 septembre 2022.
Hrishikesh Pendse, né le 8 avril 1986, est un joueur international indien de rugby à XV évoluant aux postes de troisième ligne aile ou de deuxième ligne.

## Biographie
Il est élève au collège Jai Hind de Bombay où il commence à jouer au rugby sur le tard à l'âge de 17 ans. Intégré dans la sélection indienne, il est repéré et recruté en 2011 par le club japonais des Kobelco Steelers, avec une signature d'un contrat d'un an, pour jouer en Top League, le championnat d'élite professionnel japonais. Hrishikesh Pendse devient ainsi le premier joueur professionnel indien de rugby de l'histoire,.
Après une saison sans jouer, il quitte le club et passe quelques mois avec le club hongkongais des Hong Kong Scottish, avant de disputer deux saisons avec le club néo-zélandais du North Shore RFC. 
Il retourne ensuite jouer au Japon avec les Suntory Sungoliath en 2014, où il dispute deux saisons, pour seulement un match joué,. En 2015, il rejoint les Mitsubishi Sagamihara Dynaboars qui évolue en Top Challenge League, et il obtient enfin un temps de jeu conséquent. Il joue trois saisons avec cette équipe, avant de quitter le club en 2019.